# Делагарса, Эй Джей
Адольф Джозеф Делагарса (англ. Adolph Joseph DeLaGarza), более известный как Эй Джей Делагарса (англ. A. J. DeLaGarza; 4 ноября 1987, Брайанс-Роуд, Мэриленд, США) — гуамский и американский футболист, защитник. Выступал за сборную Гуама.

## Биография

### Ранние годы
Делагарса родился в местности Брайанс-Роуд, отец — мексикано-гуамского происхождения, мать — коренная американка.
В 2005—2008 годах Делагарса изучал криминологию в Мэрилендском университете в Колледж-Парке, совмещая обучение с игрой за университетскую футбольную команду в NCAA. В составе «Мэриленд Террапинс» он дважды (в 2005 и 2008 годах) побеждал в национальном студенческом чемпионате.

### Клубная карьера
На Супердрафте MLS 2009 Делагарса был выбран во втором раунде под общим 19-м номером клубом «Лос-Анджелес Гэлакси». Его профессиональный дебют состоялся в матче первого тура сезона 2009 против «Ди Си Юнайтед» 22 марта. Свой первый гол он забил в ворота «Далласа» 12 сентября 2009 года, в матче закончившимся поражением «Гэлакси» со счётом 6:3.
13 января 2017 года Делагарса был продан в «Хьюстон Динамо» за $125 тыс. общих и $50 тыс. целевых распределительных средств. За «Динамо» дебютировал 4 марта в матче первого тура сезона 2017 против «Сиэтл Саундерс». 22 октября в матче против «Чикаго Файр» порвал переднюю крестообразную связку левого колена, из-за чего выбыл из строя более чем на девять месяцев. По окончании сезона 2017 «Хьюстон Динамо» не стал продлевать контракт с Делагарсой, но 9 января 2018 года клуб переподписал контракт с игроком, несмотря на его травму. Делагарса вернулся на поле 11 августа 2018 года, сыграв за фарм-клуб «Хьюстон Динамо» в USL «Рио-Гранде Валли Торос» в матче против «Сакраменто Рипаблик». 31 августа 2019 года в матче против «Спортинга Канзас-Сити» получил перелом правой ноги, и был вынужден досрочно завершить сезон. По окончании сезона 2019 контракт Делагарсы с «Хьюстон Динамо» истёк.
2 декабря 2019 года Делагарса на правах свободного агента подписал контракт с клубом-новичком MLS «Интер Майами». За «Интер Майами» дебютировал 3 октября в матче против «Нью-Йорк Сити», выйдя в стартовом составе. По окончании сезона 2020 контракт Делагарсы с «Интер Майами» истёк.
7 января 2021 года Делагарса на правах свободного агента присоединился к «Нью-Инглэнд Революшн». За «Революшн» дебютировал 24 апреля в матче против «Ди Си Юнайтед», заменив на 54-й минуте Кристиана Мафлу. По окончании сезона 2022 контракт Делагарсы с «Нью-Инглэнд Революшн» истёк.
17 ноября 2022 года Делагарса подписал с «Лос-Анджелес Гэлакси» символический однодневный контракт, чтобы завершить карьеру в качестве игрока клуба.

### Международная карьера
В январе 2012 года Делагарса сыграл два товарищеских матча за национальную сборную США — матчи с Венесуэлой 21 числа и Панамой четыре дня спустя завершились победами американцев с одинаковым счётом 1:0.
С 2013 года выступал за сборную Гуама. 19 апреля 2020 года объявил о завершении выступлений за сборную.

### Личная жизнь
Первенец Эй Джея и его жены Меган — Лука — умер 4 сентября 2014 года, всего через неделю после рождения. Причиной смерти стал синдром гипоплазии левых отделов сердца, редкая разновидность врождённого порока сердца. В память о сыне семья Делагарса основала благотворительный фонд Luca Knows Heart, призванный помогать другим детям и их семьям, столкнувшимся с этим недугом. 22 октября 2015 года у пары родилась дочь Ноэль.

## Достижения
Командные
 «Лос-Анджелес Гэлакси»
- Чемпион MLS (обладатель Кубка MLS) (3): 2011, 2012, 2014
- Победитель регулярного чемпионата MLS (2): 2010, 2011

 «Хьюстон Динамо»
- Обладатель Открытого кубка США: 2018

 «Нью-Инглэнд Революшн»
- Победитель регулярного чемпионата MLS: 2021

Личные
- Приз «Филантроп года в MLS»: 2014